# Collège Saint-Paul de Goa

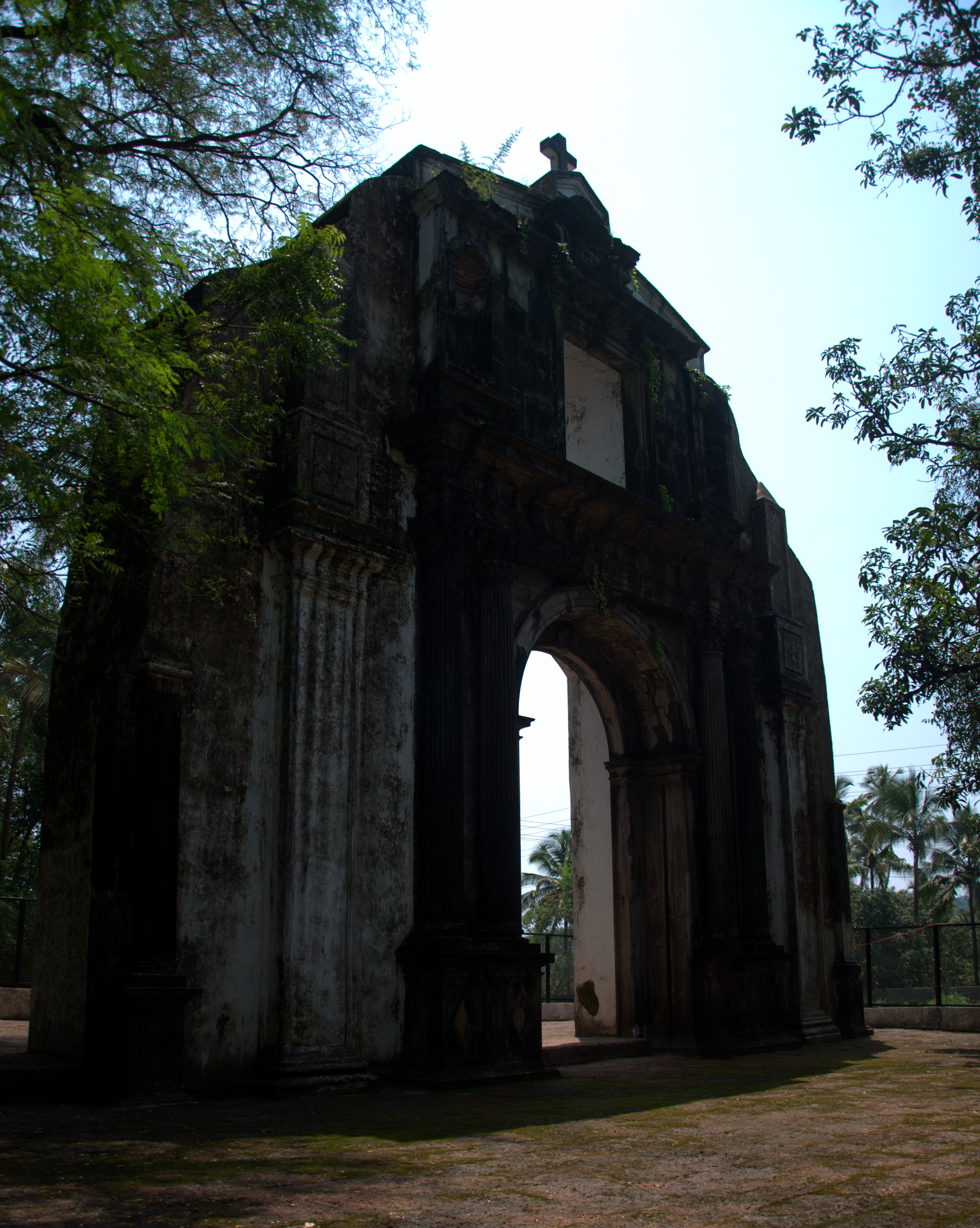
Portail de l'ancien collège Saint-Paul (seul vestige)

L'ancien collège Saint-Paul de Goa était une institution éducative fondée vers 1542 par Saint François Xavier, à Goa. Premier collège jésuite, il fut pendant très longtemps l’établissement jésuite principal en Asie, point d’arrivée des missionnaires venant d’Europe (Lisbonne), et point de départ de ceux qui partaient en Extrême-Orient (Japon ou Chine) ou Afrique (Éthiopie et Mozambique ou ailleurs en Inde du Nord (Mission de Moghol) ou du sud (Mission de Maduré).  
Lorsque les jésuites sont expulsés des territoires portugais (en 1759), le collège est fermé et le séminaire devient le grand séminaire de l’archidiocèse de Goa.

## Origine et premières années
Guidés par deux prêtres portugais, Diogo da Borba et Miguel Vaz, quelques pieux laïcs de Goa constituent à des fins missionnaires une ‘confraternité de la Sainte Foi’. Ses statuts sont promulgués dans la cathédrale le jour de la conversion de Saint Paul l’apôtre des gentils, le 25 janvier 1541. Entre autres objectifs elle s’engage à construire un collège où des jeunes garçons indigènes puissent être formés et se préparer au sacerdoce. Les adolescents ne devaient pas avoir en-dessous de 13 ans et apprendraient la lecture, l’écriture, le latin et la théologie morale.
François Xavier arrive à Goa le 6 mai 1542. Il se lie d’amitié avec les membres de la confraternité et est immédiatement séduit par ce projet. Il accepte d’y collaborer et en informe Saint Ignace. Dans la même lettre, il lui demande que des jésuites soient envoyés pour y enseigner. Le 25 janvier 1543, fête de la conversion de saint Paul, le collège nouvellement construit ouvre ses portes et son église est consacrée.  Dès lors le collège s’appelle ‘Saint-Paul’ (et les pères sont souvent appelés ‘Paulistes’).  Un seul jésuite, arrivé fin 1543, y enseigne les matières élémentaires. Un second, Nicolas Lancillotto, arrivé en 1545, enseigne les classiques latins (Virgile et Terence) et la grammaire. Jusqu’en 1547 le directeur est laïc. 
La mort des deux prêtres goanais en janvier 1547, à quinze jours d’intervalle l’un de l’autre, contraint François Xavier à en accepter la direction. C’est ainsi que le collège Saint-Paul devient le tout premier collège jésuite (même si pas 'fondé' par des Jésuites). Antonio Gomes, nommé en 1548, en est le recteur. Son arrivée provoque une crise, car il renvoie les étudiants indigènes les jugeant inaptes au sacerdoce et les remplace par des portugais. Revenu du Japon à Goa, François Xavier le désapprouve et le remplace par Gaspar Berze. Antonio Gomes est renvoyé en Europe.
À côté du collège-séminaire, où ceux qui se préparent au sacerdoce étudient les classiques latins, la philosophie et la théologie morale, a été ouverte une école élémentaire. Cette école compte déjà 300 élèves en 1552 et 450 en 1556, pour trois niveaux d’études préparatoires au collège. 
Une imprimerie, importée du Portugal, est montée au collège en 1556 par le père Juan de Bustamante. C’est la première de genre en Asie. Elle est d’abord au service du collège et en imprime les livres, dont le catéchisme de François Xavier utilisé par les élèves, bientôt traduit en langue konkani par Thomas Stephens.  

## Organisation
1. Le niveau élémentaire (trois classes) donnait les éléments de base de l’éducation: lecture écriture du calcul et le catéchisme (qui devait être appris par cœur).
2. Le secondaire comprenait trois niveaux. On y étudiait les auteurs latins (Virgile, Ovide, Tacite), prosodie et rhétorique latine  (Cicéron) de même que l’évangile de Saint Luc.
3. Après la littérature venait, pour ceux qui se dirigeaient vers le sacerdoce, un cycle de trois ans de philosophie, basée surtout sur la logique, philosophie naturelle et physique d’Aristote.  À la fin de la philosophie il y avait un cours de théologie morale et de ‘cas de conscience’. Suivant les principes de la pédagogie jésuite (qui seront définis plus tard dans le Ratio Studiorum) des débats publics avec ‘défenses de thèse’ étaient organisés.  Dignitaires ecclésiastiques et civils étaient invités. L’événement, solennisé, était  très  couru. Des conclusions étaient imprimées sur les nouvelles ‘presses de Saint-Paul’.
4. Le théâtre fait également partie du programme : en 1575 les étudiants mettent en scène la parabole du fils prodigue, avec grand éclat et succès. En 1578 le collège de Goa est autorisé à accorder des grades universitaires ecclésiastiques.

## Expansion

### Collège international
Une expansion des bâtiments est nécessaire. La résidence principale (maison professe) est construite de 1586 à 1589. Immédiatement après l’église du Bon Jésus est mise en chantier (1594). Elle est à peine achevée (1605) qu’un nouveau collège (également appelé 'Saint-Paul') est construit (1610) en un endroit légèrement élevé et plus salubre. L’ancien devient le noviciat jésuite. 
En 1610 le collège est transféré en de nouveaux bâtiments. C’est déjà la plus large institution religieuse de Goa, d’après un visiteur anglais, le Dr Fryer. Au fil des années un véritable campus se développe. 
Un voyageur français, François Pyrard de passage à Goa à la même époque décrit avec admiration le collège, louant la variété des sujets enseignés et la gratuité de son enseignement.  3000 étudiants le fréquentent à cette époque : sa bibliothèque est une des plus grandes d’Asie et son imprimerie est très active.
Les statuts de la confraternité fondatrice sont respectés : les étudiants viennent en effet d’Abyssinie, du Mozambique, de Siam, des Moluques, de Malacca, de Chine, du Japon, de Pégu et de différentes régions de l’Inde (Malabar, Deccan, Canara, Bengale). Des métis et orphelins portugais y sont également admis. Le collège a son infirmerie avec cuisine séparée, à une distance du bloc académique. Deux internats où logent, dans l’un, 30 élèves portugais (orphelins), et dans l’autre, 60 à 70 indiens ou étrangers. Chaque groupe a son réfectoire, chapelle, dortoir et cuisine séparés du reste du collège.

### Pépinière de prêtres pour la région
Trois séminaristes de Tuticorin sont ordonnés prêtres (vers 1544) du temps de Saint Xavier. Ils l’accompagnent par après comme interprètes sur la côte de Coromandel.  Le nombre d’ordinations sacerdotales augmente au fil des années. Le Collège-séminaire (pour la formation des Jésuites et la préparation au sacerdoce) reste la seule institution de ce genre pour toute l’Asie, et ce jusqu’à l’expulsion des jésuites des territoires portugais, en 1759.  
En 1759, lorsque les Jésuites sont expulsés et rapatriés en Europe, le collège est fermé et le séminaire passe sous la juridiction de l’archevêque de Goa.  Le séminaire patriarcal actuel de Rachol (Sud-Goa), en est le successeur. Les bâtiments du collège sont utilisés pour un temps comme hôpital royal, et plus tard comme caserne militaire. Il n’en reste plus rien aujourd’hui sauf le portail d’entrée.

## Personnalités
- Saint Joseph Vaz, prêtre oratorien et apôtre de Ceylan, fit ses études au collège Saint-Paul.